# L'esibizionista
L'esibizionista (The Honkers) è un film del 1972 diretto da Steve Ihnat.
È un film western statunitense ambientato nel mondo dei rodeo con Anne Archer, James Coburn, Lois Nettleton e Slim Pickens.

## Produzione
Il film, diretto da Steve Ihnat su una sceneggiatura di Steve Ihnat e Stephen Lodge, fu prodotto da Arthur Gardner, Jules V. Levy e Arnold Laven per la Brighton Pictures e la Levy-Gardner-Laven e girato a Carlsbad in Nuovo Messico. I brani della colonna sonora Easy Made for Lovin e Special Day furono cantati e composti da Bobby Russell, I'm a Rodeo Cowboy da Slim Pickens. Larry Mahan, accreditato nei titoli con il suo vero nome, era un noto rodeista.

## Distribuzione
Il film fu distribuito con il titolo The Honkers negli Stati Uniti dal 17 maggio 1972 al cinema dalla United Artists.
Altre distribuzioni:
- in Svezia il 24 luglio 1972
- in Danimarca il 5 marzo 1973 (De utæmmelige)
- in Spagna il 14 maggio 1973 (Los centauros)
- in Germania il 17 gennaio 1998 (Sein letzter Ritt, in TV)
- in Ungheria (A betörhetetlenek)
- in Turchia (Azginlar)
- in Brasile (Cavalgando com a Morte)
- in Francia (Les centaures)
- in Grecia (O alygistos kavallaris)
- in Italia (L'esibizionista)

## Promozione
La tagline è: "A honker is a rough bull or bronc that can't be broken. Lew Lathrop is a honker!".